# Claude Bonin-Pissarro
Pour les articles homonymes, voir Pissarro.
Claude Bonin-Pissarro, né le 11 juillet 1921 à Houilles et mort le 21 juillet 2021 à Montpellier,, est un peintre et graphiste français. Petit-fils du peintre Camille Pissarro, il est le père du peintre français Frédéric Bonin-Pissarro (né en 1964) travaillant aux États-Unis. Résistant, il assura la protection de collections de musées français durant la Seconde Guerre mondiale, et organisa dans les années 1950 une importante exposition d'art en Australie, dont le succès notable y fit connaître de nombreux peintres de l'École de Paris.

## Biographie

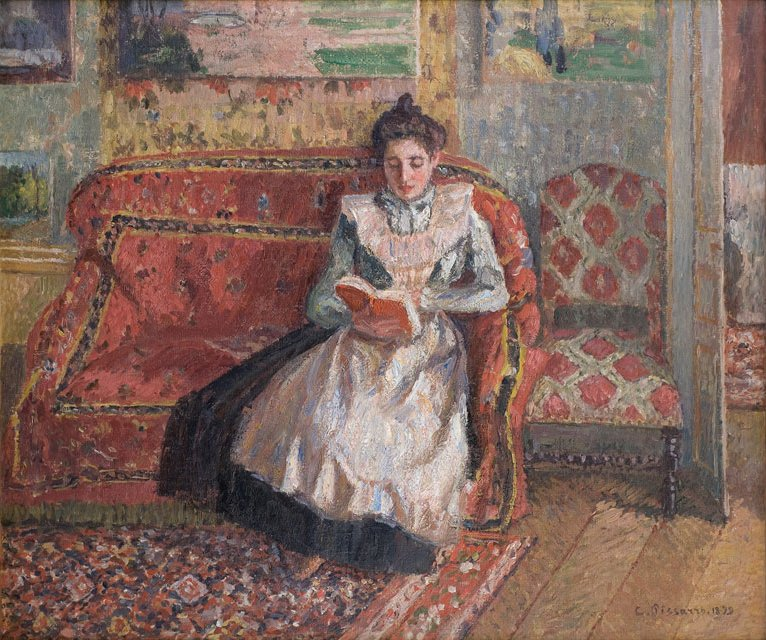
Jeanne Pissarro, (dite Cocotte), lisant, 1899, par Camille Pissarro.

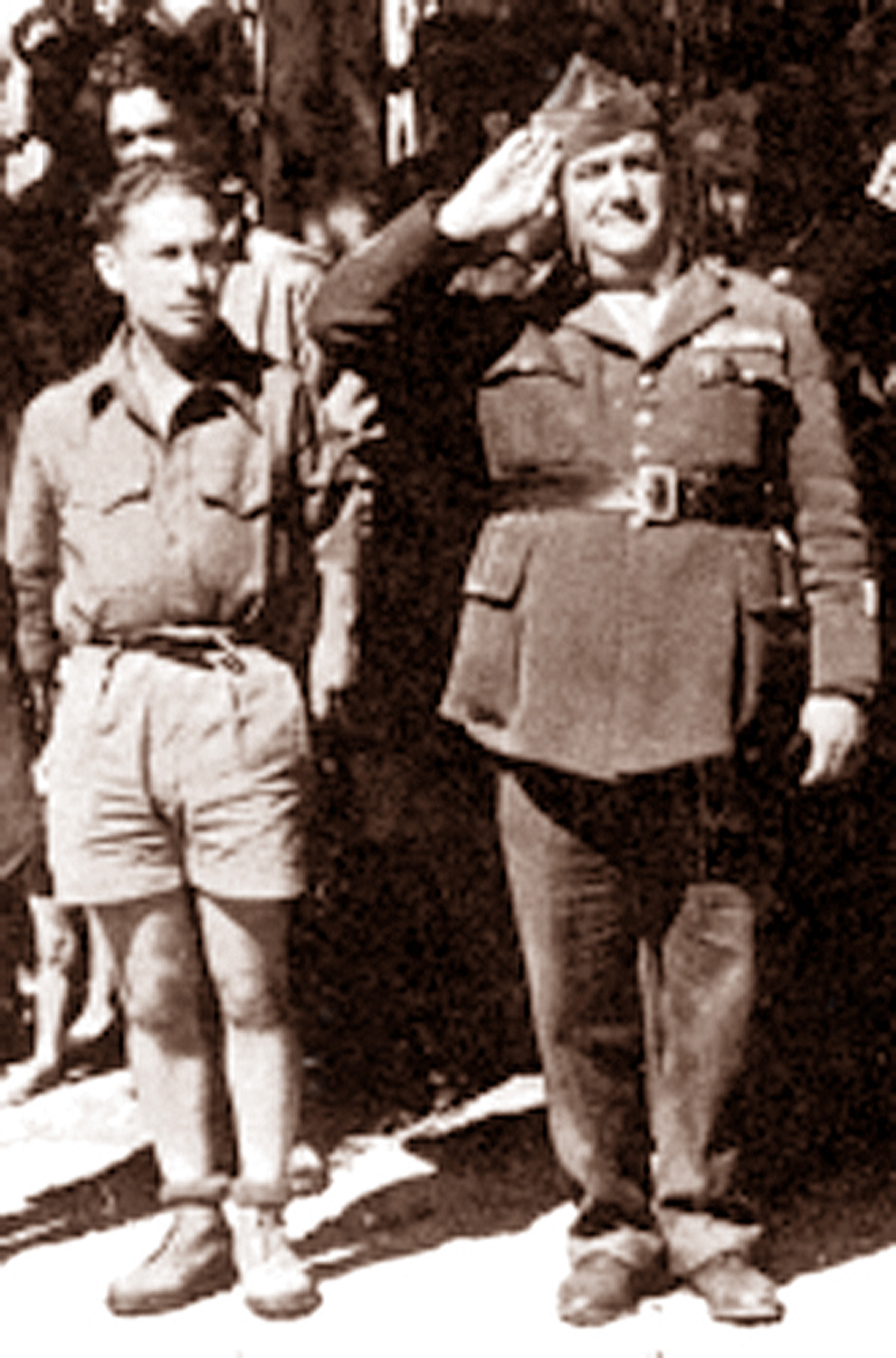
Colonel Philippe Beyne (dit d'Artagnan, à droite) et Maxime Fischer (dit Anatole à gauche) en 1944.

Claude Bonin-Pissarro est l'un des fils du peintre français Alexandre Bonin et de Jeanne Pissarro (dite Cocotte, 1881–1948), la fille du peintre impressionniste Camille Pissarro. Il a épousé Sylvie Bonin-Pissarro (Sylvette Ormaechea),, dont il eut un fils, Frédéric (né en 1964, peintre), et une fille, Lila. Le frère de Claude, Henri Bonin-Pissarro, est également peintre,.
Sous l’Occupation, il fut chargé en 1943 par les musées du Louvre et de Calvet d'assurer la protection et la sauvegarde d’œuvres d'art, mises à l'abri au château de Javon près d'Avignon dans le Vaucluse. Cette même année, il entre dans la Résistance comme officier de liaison et de renseignement sous la direction du lieutenant-colonel Philippe Beyne. En principe, les allemands n'avaient pas le droit de pénétrer dans le château de Javon, et avec l'aide de Claude Bonin-Pissarro, Max Fischer y déposa des armes, des munitions, deux camions de vêtements, de chaussures et de pull-overs (récupérés aux chantiers de jeunesse de Cavaillon) : les hommes du Maquis Ventoux venait ainsi s'y faire habiller par petits groupes. Après la guerre, les œuvres ont été restituées aux musées respectifs.

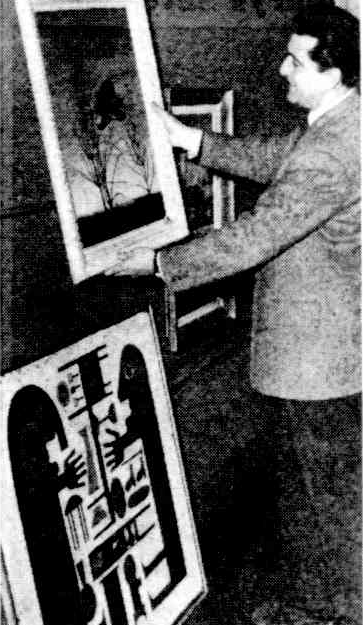
Claude Bonin-Pissarro à la National Gallery Adelaide avec L’Abeille de Félix Labisse et Oppression de l’Objet de Victor Brauner (1953).

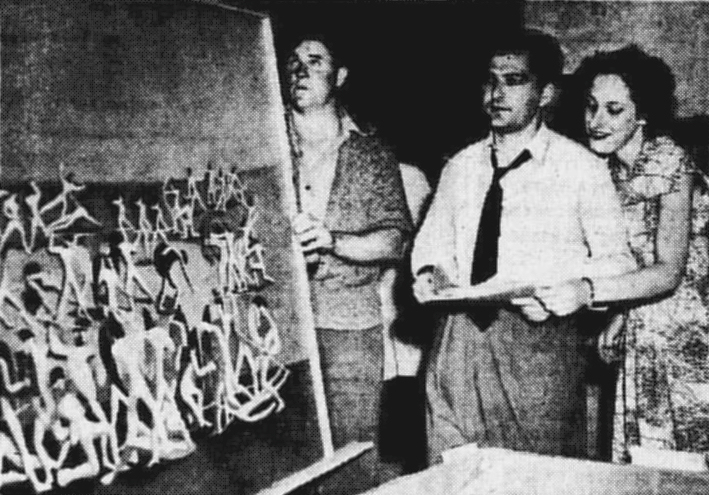
Claude Bonin-Pissarro au Tasmanian Museum and Art Gallery en 1953.

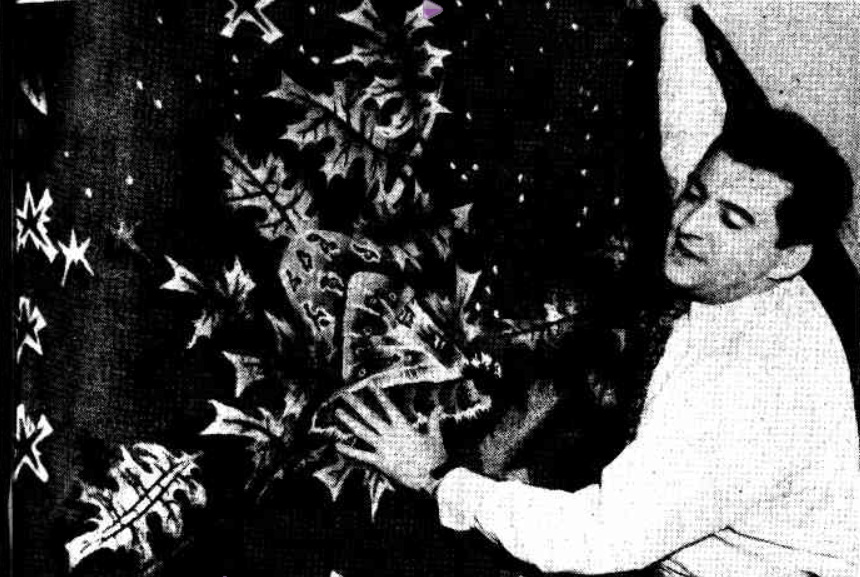
Claude Bonin-Pissarro à Hobart (1953). La tapisserie est intitulée « Toujours vit d'espoir sur terre. »

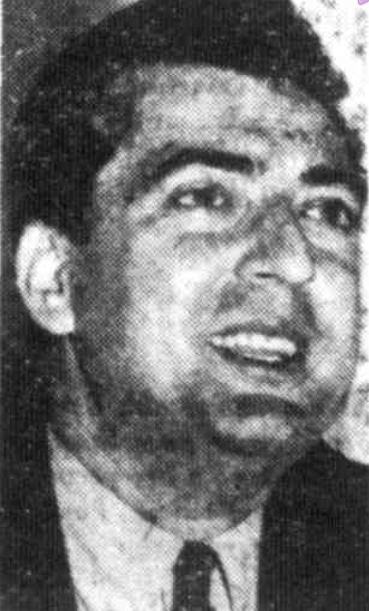
Claude Bonin-Pissarro à Brisbane en 1953.

Il entre à l’École nationale supérieure des arts décoratifs, où il a étudié l’histoire de l'art. Il est ensuite enseignant à l'École des métiers d'art à Paris.
En 1947, à l'arrêt de métro Villiers à Paris, il repère Simone Michels, institutrice de 25 ans, qui incarnera grâce à lui Judith Toumignon dans le film Clochemerle de Pierre Chenal.
En tant que représentant de l'Association française d'action artistique (AFAA) et du gouvernement français, Claude Bonin-Pissarro organisa l’exposition tournante French Painting Today (Peintres vivants de l’École de Paris) (de) comportant 119 tableaux et quatre tapisseries de 77 artistes français, qui fut proposée de janvier à septembre 1953 dans les villes australiennes de Hobart, Sydney, Brisbane, Melbourne, Adelaide et Perth. Cette exposition était un projet commun des gouvernements français et australien. 
Son organisation avait pris quatre années ; l'organisateur côté australien était le directeur du National Art Gallery Sydney, Hal Missingham (en).
Le projet fut à l'initiative de Jean Cassou alors conservateur en chef du musée national d'art moderne. L'exposition française tourna de façon remarquablement vaste. Elle commença en janvier à Hobart au Tasmanian Museum and Art Gallery, en mars elle a ouvert à Sydney à la Galerie d'art de Nouvelle-Galles du Sud, en avril à la Queensland Art Gallery à Brisbane ; en juin et juillet à la National Gallery of Victoria à Melbourne ; en août le musée national d'Australie-Méridionale à Adelaide ; et s'est conclue à Perth en septembre à la Bibliothèque publique, Museum & Art Gallery of Western Australia. Comme Jean Cassou l'écrit dans son introduction au catalogue, l'exposition était marquée par une approche du modernisme sous l'angle de l'histoire de l'art et de l'« universalisme ». Elle présentait des artistes français modernes déjà établis et réputés comme Braque, Chagall, Derain, Dufy, Gleizes, Léger, Lhote, Labisse, Lurçat (tapisserie), Masson, Matisse, Metzinger, Picabia, Rouault, Tanguy, Jacques Villon, Vlaminck et aussi Le Corbusier - mais aussi la plus jeune génération, Reynold Arnould, Buffet, Capron, Chesnay, Lagrange, Lapoujade, Manessier, André Marchand, Minaux et Soulages.
En outre, le label « École de Paris » a servi comme un terme générique englobant une gamme géographique et nationale tout aussi large, car il comprenait des peintres allemands (Max Ernst et Hans Hartung), russes (Marc Chagall, André Lanskoy, Nicolas de Staël), espagnols (Oscar Dominguez et inévitablement Joan Miró et Pablo Picasso), portugais (Maria Helena Vieira da Silva), chinois (Zao Wou-Ki), géorgien (Vera Pagava), grec (Mario Prassinos), néerlandais (Kees van Dongen) et aussi Édouard Goerg, qui est né à Sydney en 1893 de parents français, mais revenu en France en 1900. Les jeunes artistes australiens ont pris un intérêt particulier dans la haute couleur post-cubiste de Manessier et Marchand et dans le tachisme mieux identifié de Vieira da Silva et Soulages.
Les tableaux représentaient toutes les tendances de la peinture moderne d'alors, quoique d’orientation plus novatrice, contemporaine que l'exposition d'art moderne australienne de 1939 : Herald Exhibition of French and British Contemporary Art, dont les œuvres passaient déjà pour classiques. Parmi les œuvres exposées à French Painting Today, on trouvait parmi les compositions la Passion de Georges Rouault, Le Peintre de Bernard Buffet, Mémoires de Lucien Coutaud, le Château de Saumur de Jules Lefranc, Le port endormi d’Alfred Manessier, trois tableaux de Le Corbusier (La femme au livre, Les deux sœurs, Deux mains et pomme d'or), deux œuvres d'Henri Matisse, et bien d'autres de Jacques Villon, Pablo Picasso, Georges Braque, Hans Hartung, Maurice Estève, Alfred Manessier etc. Ces pièces étaient prêtées par le Musée national d'art moderne de Paris ou des collectionneurs privés. Bonin-Pissarro eut beaucoup de peine à obtenir ces prêts, notamment en ce qui concerne les toiles de Picasso et de Matisse.
Jean Cassou, qui fut entre 1945 et 1965 le conservateur du Musée National d’Art Moderne, invita le public australien à goûter cette « aventure spirituelle, notre histoire de l’Art Moderne », l'exposition offrant à cette occasion aux visiteurs une « expérience clef. »
Claude Bonin-Pissarro se trouva en butte aux tracasseries les plus diverses avant même le début de l'exposition en Australie. Le vraquier de 550 tonneaux Merino, par lequel les tableaux étaient expédiés vers l'Australie, s'était échoué à la Noël 1952 à Bluestone Bay, au large de la côte orientale de Tasmanie, et on ne parvint à le remettre à flot qu'après de multiples manœuvres de dés ensablement,. Là-dessus, les douanes australiennes confisquèrent les œuvres d'art et n'acceptèrent de les restituer qu'après règlement des frais de garde, qu'elles évaluèrent à 19 120 livres. Le gouvernement français avait assuré ces œuvres pour une valeur de 100 000 livres, ce qui représente, au cours de 2014, à peu près 2,25 millions d'euros. La Lloyd's of London mit d'elle-même un terme aux différends en réglant les frais, mais ces formalités avaient déjà retardé le démarrage de l’exposition pour sa première étape, à Hobart,.
L’exposition, véritable phénomène de société, déchaîna un enthousiasme général : dans la seule Art Gallery of Western Australia de Perth, l'exposition attira 20 000 visiteurs, et l’étape à la Queensland Art Gallery de Brisbane, avec quelque 60 000 visiteurs, connut son record de fréquentation ; l'exposition de Melbourne attira 80 000 visiteurs à la National Gallery of Victoria, et l’Art Gallery of New South Wales à Sydney dut limiter à 100 000 le nombre de visiteurs, battant là encore tous les records précédents. Les comptages a posteriori ont montré que pour les seules villes de Melbourne et Sydney, l’exposition avait à elle seule attiré 200 000 visiteurs. La vente de 12 000 exemplaires du catalogue à Sydney constituait par elle-même un record.
Les œuvres exposées étaient à l'époque à peu près inconnues en Australie. Le public australien était généralement rétif aux idées radicales de la scène artistique européenne, l'isolement géographique du pays n'étant pas la moindre cause de cette orientation. Aussi l'accueil fut-il mitigé ; il n'était pas rare que les médias australiens tournent les tableaux exposés en dérision,,,. Plusieurs visiteurs se sont sentis « mystifiés » par cette « manifestation provocante » et attribuèrent « l’originalité des pièces exposées à l’excentricité traditionnelle des Français. » Selon divers témoignages, Claude Bonin-Pissarro aurait reçu des centaines de lettres portant des appréciations passionnées (positives ou négatives) sur les œuvres exposées. L'écrivain australien Patrick White a écrit à ce sujet : « On oublie que l’Australien moyen a vu si peu de choses. »

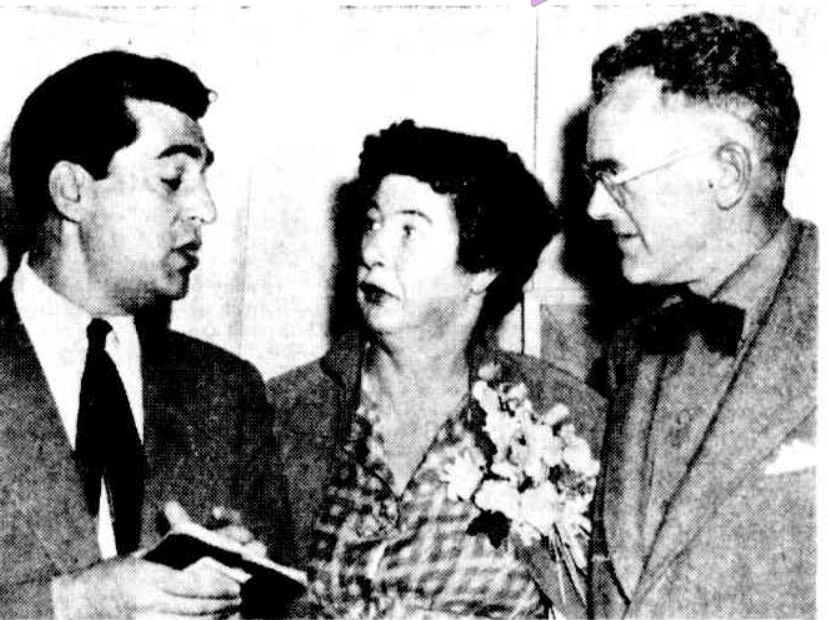
Claude Bonin-Pissarro avec Moya Dyring et le directeur de la National Art Gallery Sydney, Hal Missingham (1953).

Bonin-Pissarro, qui n'avait qu'une connaissance limitée de l'anglais et qui était accompagné d'un interprète,, se considérait comme l'« ambassadeur de la peinture française. » Il invita le public à considérer les tableaux sans parti pris et avec un esprit ouvert. Il proposa la comparaison suivante : « Les immeubles, les autos, les avions sont modernes – eh bien, les peintres naturalistes sont aussi modernes » ; et il dessina pour appuyer son commentaire un avion et une auto, et à côté une voiture attelée censée représenter l'ancienne peinture figurative. La Presse le décrivit comme un « vigoureux défenseur de l’Art français,. »
French Painting Today s'avéra comme l'exposition d'art internationale la plus importante qui se soit tenue en Australie au cours des années 1950. Par son « optimisme résolu », elle a montré de nouveaux chemins à l'Australie d'après-guerre et donné une impulsion considérable aux jeunes talents australiens,, tels Tony Tuckson, William Robinson, Godfrey Miller, Ian Fairwether, John Passmore, ou John Olsen,.
Aux Macquarie Galleries de Sydney, Claude Bonin-Pissarro organisa en février 1953 une exposition consacrée à l'artiste cubiste australienne Moya Dyring,,. À Adélaïde au mois de juillet il marqua son admiration pour les œuvres de deux autres artistes australiens, Wladyslaw et Ludwik Dutkiewicz, qu'il considérait comme les plus belles de la Contemporary Art Society du pays. Il fit même l'éloge du jeune artiste australien qui venait d'être récompensé du Blake Prize for Religious Art. Il exprima le point de vue selon lequel la collection exposée à ce moment à l’Art Gallery of South Australia d’Adélaïde était la meilleure manifestation d'art moderne en Australie.
À son retour d'Australie, Claude Bonin-Pissarro travaille en tant que graviste : en 1962, il réalise des jeux de couleur inattendus dans la maquette du Rapport annuel du Service d'Exploitation industrielle des Tabacs et des Allumettes qui seront bien reçus. accepte le poste de directeur artistique de l'agence OFREP, consacrée au syndicat International de la laine et au label Woolmark,,.
Avec Robert Massin, Jacques Darche et Jacques Daniel, il fait partie des jeunes graphistes réunis par Jean-Paul Lhopital et Pierre Faucheux au Club français du livre, qui participèrent au renouvellement de la mise en page et de la typographie dans l’édition.
À la fin de sa vie, il vit à Galargues dans l'Hérault.
Son fonds d'atelier ainsi que celui de son frère Henri Bonin-Pissarro ont été dispersés par l'hôtel des ventes de Montpellier le 14 janvier 2022.

## Œuvre
En tant que peintre, Claude Bonin-Pissarro est influencé par la tradition fauviste et post-fauviste de Paul Gauguin, Henri Matisse, Pierre Bonnard. Il peint principalement des paysages, des forêts, des jardins et des bords de mer : il est fidèle à la pensée de son grand-père Camille Pissarro qui disait : « il ne faut avoir qu'un seul maître, la nature. ». Claude Bonin-Pissarro ajoute : « Je n'ai jamais quitté la nature. Issu d'elle, je suis un peu la nature. ».  Ses compositions picturales reflètent la lumière et les teintes vives du sud de la France, où il résidait. « Mon style varie au gré des sentiments que le thème éveille en moi », déclara-t-il un jour.
Il a exécuté des dessins de paysages qu'il avait vus en Australie.
Il a travaillé à une scénographie pour La Traviata, dont la première fut donnée en sa présence le 29 octobre 1953 au Sydney Town Hall,.
Il a exposé entre autres à la galerie Akka Valmay rue de Seine à Paris et expose parfois dans son pays d'adoption, l'Hérault.

### Tableaux (sélection)
- Descente de la voile: Ciel d'orage
- Le sous-bois
- Soleil couchant dans les chênes verts
- Chemin sous les branches, 1983–1984
- L'arbre rose, 1985
- Le sentier rose dans les guillons, 1988

### Expositions
- 11 octobre - 6 novembre 1984 : Galerie de l'Atelier, Nîmes
- 8 janvier - 2 février 1985 : Galerie Akka Valmay à Paris[59]
- 7 avril - 2 mai 1987 : hall de la caisse d'épargne, Peyrou
- 29 mai - 28 juin 1987 : Office du tourisme d'Auvers-sur-Oise
- Octobre 2001 : Macquarie Gallery à Cincinnati[56]
- 8 août - 30 août 2009 : Petit temple à Ganges (60 œuvres)[59],[60]
- 6 avril - 7 mai 2016 : Galerie Jean-Claude Réno, Montpellier
- 16 juin - 30 septembre 2017 : Chapelle de l'Espace Lawrence Durrell de Sommières[53]

### Écrits
- On Understanding Of Modern Art. In: Le Courrier australien du 10 avril 1953[61]
- L'art et le chemin de l'amitié. in Le Courrier australien du 20 novembre 1953[62]
- Préface de Ici est né l'impressionnisme : guide de randonnées en Yvelines, Anthony Lacoudre, éd. du Valhermeil, 2003  (ISBN 2913328415 et 9782913328419)
- Claude Bonin-Pissarro, Frédéric Gaussen, Le peintre en son jardin, éditions Gaussen, 2017,  (ISBN 2356981101 et 9782356981103)

### Médiagraphie
- « Exposition de Claude Bonin-Pissarro - France 3 Languedoc Roussillon - 21 août 2009 »
- « Retour à Paris de Pissarro - TF1 - Expressions, 30 janvier 1981 »